# الحصص
قرية الحصص هي إحدى القرى التابعة لمركز شربين في محافظة الدقهلية في جمهورية مصر العربية. حسب إحصاءات سنة 2006، بلغ إجمالي السكان في الحصص 15649 نسمة، منهم 8045 رجل و7604 امرأة.